# Fjerntog
Fjerntog betegner tog, der kører over store afstande, eksempelvis mellem landsdele eller på tværs af landegrænser, modsat eksempelvis regionaltog, der generelt også standser oftere. Modsat regionaltogene har fjerntog som regel spisevogne eller salgsvogne ombord, hvor man kan købe såvel mad som forfriskninger. 
Betegnelsen fjerntog anvendes både i Danmark og udlandet, og er i Danmark de facto synonymt med InterCity og InterCityLyn, der begge køres af DSB.
| Jernbane | Spire Denne jernbaneartikel er en spire som bør udbygges. Du er velkommen til at hjælpe Wikipedia ved at udvide den. |